# 주한 파키스탄 대사관
주한 파키스탄 대사관(우르두어: کوریا میں سفارت خانہ پاکستان, 영어: Embassy of the Islamic Republic of Pakistan in Korea)은 대한민국 서울특별시 도산대로 169에 있는 파키스탄 대사관이다. 현직 주한 파키스탄 대사는 나빌 무니르이다.

## 역사
파키스탄은 1968년 1월 15일에 대한민국과의 영사 관계 수립에 합의했다. 1968년 4월 22일에는 대한민국 정부가 주이슬라마바드 대한민국 총영사관을 설치하였으며, 1980년 6월 25일에는 파키스탄 정부가 주한 파키스탄 총영사관을 설치하였다. 1983년 11월 7일에 외교 관계 술비과 함께 양국 총영사관을 대사관으로 승격하였다. 파키스탄은 비동맹 중립외교노선에 따라 기본적으로 남북한 등거리 정책을 유지하며 1972년 11월 조선민주주의인민공화국과 먼저 수교하여 친북 경향을 띠다가 최근 대한민국과의 실질 협력관계를 중시하고 있다.
1985년 무함마드 지아울하크 대통령, 1988년 5월 무하마드 칸 주네조 총리, 1996년 7월 베나지르 부토 총리가 방한하고, 대한민국에서는 1990년 최호중 외무부장관, 1994년 9월 김철수 통상산업부장관이 파키스탄을 방문하여 경제협력 확대방안을 논의하였다. 양국은 1968년 무역협정, 1984년 해운협정, 1985년 과학기술협정, 사증면제협정, 문화협정, 1987년 이중과세방지협정, 1988년 투자보장협정, 1996년 항공협정을 체결하였다.

## 주요 업무
주요 업무는 대한민국 정부와의 정치적, 경제적, 사회적, 문화적 협력, 외교, 경제 정보 수집, 수출, 통상 진흥, 외교 정책 홍보, 문화, 학술, 체육 교류 협력, 대한민국 거주 파키스탄 국민의 보호, 육성, 국적, 호적, 여권 업무 및 파키스탄 여행객에 대한 사증 발급 등이다.
업무 시간은 월요일부터 금요일까지 9∼17시이며 토, 일요일과 파키스탄 국경일인 3월 23일, 대한민국 국경일 등은 휴무이다.

## 같이 보기
- 파키스탄의 재외공관 목록
- 대한민국 주재 외국공관 목록
- 주파키스탄 대한민국 대사관
- 대한민국-파키스탄 관계